# Чангаа

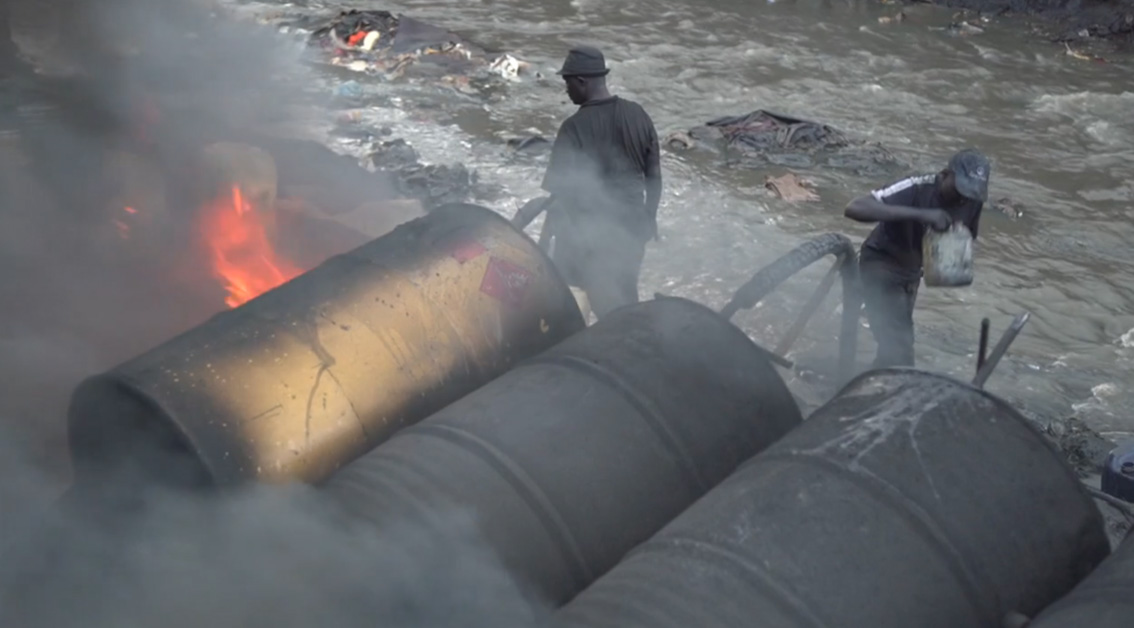
Процесс нелегального производства чангаа

Чангаа (суахили Changaa) — традиционный домашний крепкий (от 50 до 60 градусов) спиртной напиток, популярный в Кении. Производится путём ферментации и дистилляции из зёрен проса, кукурузы и сорго.
Слово «чангаа» в буквальном переводе означает «убей меня быстро».

## Краткий обзор
До 2010 года производство чангаа в Кении было запрещено, однако затем правительство приняло решение о его легализации, чтобы лишить доходов владельцев заведений, которые добавляли в пиво токсичные химикаты для придания ему дополнительной крепости. Согласно новому закону, чангаа должен производиться, распространяться и продаваться в стеклянных бутылках, а розничные торговцы обязаны размещать предупреждающие знаки о его вреде для здоровья. Продажа напитка лицам младше 18 лет, а также через торговые автоматы запрещена.
Любой, кто производит или продаёт фальсифицированный чангаа, рискует получить штраф в размере пяти миллионов шиллингов либо пять лет тюремного заключения. Чангаа обычно намного дешевле и крепче иных алкогольных напитков, что делает его любимым напитком для многих кенийцев.

## Производство и продажа
Производство и продажа чангаа в городских трущобах во многих случаях находится под контролем ряда преступных группировок, однако в остальной части Кении производством напитка по-прежнему занимаются традиционные пивовары. Незаконно сваренный чангаа раньше можно было приобрести примерно по цене от 0,20 до 0,40 долларов США за стакан.

### Опасность для здоровья
При изготовлении чангаа нередки случаи фальсификации: среди прочего, в напиток добавляют жидкость для бальзамирования, авиатопливо или аккумуляторную кислоту, что, как утверждают производители, придаёт напитку больше «пикантности».
Употребление нелегально приготовленного чангаа способно вызывать слепоту, многие люди также умирают из-за отравления метанолом. Вода, используемая для приготовления напитка на нелегальных пивоварнях, часто не соответствует санитарным нормам и иногда загрязнена сточными водами.